# Medhi Leroy
Mehdi Leroy (Saint-Nazaire, 18 aprile 1978) è un ex calciatore francese, di ruolo centrocampista.

## Palmarès

### Club

#### Competizioni nazionali
- Campionato francese: 1

Nantes: 2000-2001
- Coppa di Francia: 2

Nantes: 1998-1999, 1999-2000
- Supercoppa francese: 1

Nantes: 1999

#### Competizioni internazionali
- Coppa Intertoto UEFA: 1

Troyes: 2001